# 禹门口抗日纪念摩崖石刻
禹门口抗日纪念摩崖石刻位于中国山西省运城市河津市清涧街道龙门村。

## 保护
2016年6月6日，禹门口抗日纪念摩崖石刻公布为第五批山西省文物保护单位，近现代类，年代为民国二十八年(1939)，编号5-171。	